# Antonio Salazar y Salazar
El Coronel Antonio Salazar Salazar fue un político mexicano. Nació el 14 de noviembre de 1921 en Villa de Álvarez, Colima, siendo hijo de José María Salazar Ureña. Fue presidente del PRI del estado de Colima. Fue diputado federal y senador durante la XLV Legislatura del Congreso de la Unión de México. Se le reconoce por ser un hombre íntegro y un político intachable. En varias ocasiones se le mencionó como un fuerte aspirante a la candidatura para la gubernatura del Estado de Colima. Fue el primer senador en hablar acerca del conflicto que había en Chiapas y se le conocé por defender siempre al campesino. Se casó con Gloria Díaz Cottier, con quien tuvo 7 hijos. Falleció el 6 de diciembre de 1998 en la ciudad de Colima. Una colonia en el municipio de Tecomán, Colima, lleva su nombre.